# Kiểm soát của công nhân
Kiểm soát của công nhân là sự tham gia vào việc quản lý các nhà máy và các doanh nghiệp thương mại khác bởi những người làm việc ở đó. Nó đã được ủng hộ bởi những người theo chủ nghĩa vô chính phủ, xã hội chủ nghĩa, cộng sản, dân chủ xã hội, chủ nghĩa phân phối và dân chủ Thiên chúa giáo, và đã được kết hợp với các hệ thống kinh tế xã hội chủ nghĩa và kinh tế hỗn hợp khác nhau.
Hội đồng công nhân là một hình thức kiểm soát của công nhân. Chủ nghĩa cộng sản của Hội đồng, như ở Liên Xô ban đầu, ủng hộ sự kiểm soát của công nhân thông qua các hội đồng công nhân và ủy ban nhà máy. Chủ nghĩa công đoàn ủng hộ sự kiểm soát của người lao động thông qua các công đoàn. Chủ nghĩa xã hội phường hội ủng hộ sự kiểm soát của công nhân thông qua sự hồi sinh của hệ thống phường hội. Kinh tế học dân chủ thể hiện một sự thay đổi gần đây về ý tưởng kiểm soát của người lao động.
Sự kiểm soát của người lao động có thể trái ngược với sự kiểm soát nền kinh tế thông qua nhà nước, chẳng hạn như quốc hữu hóa và kế hoạch hóa tập trung (xem chủ nghĩa xã hội nhà nước) so với sự kiểm soát các phương tiện sản xuất của chủ sở hữu, mà người lao động có thể đạt được thông qua việc mua cổ phiếu, mua cổ phiếu trực tiếp, vv, như được tìm thấy trong chủ nghĩa tư bản.

## Ví dụ lịch sử theo đất nước

### Algeria
Trong cuộc Cách mạng Algeria, nông dân và công nhân nắm quyền kiểm soát các nhà máy, trang trại và văn phòng bị bỏ hoang, với sự giúp đỡ của các chiến binh UGTA. Khoảng 1.000 doanh nghiệp được đặt dưới sự kiểm soát của công nhân vào năm 1962, với con số đó tăng lên 23.000+ trong những năm tiếp theo. FLN đã thông qua luật pháp ở Algeria mới độc lập, một phần thể chế hóa sự kiểm soát của công nhân, tạo ra một bộ máy quan liêu xung quanh các hội đồng của công nhân tập trung vào họ. Điều này gây ra tham nhũng lớn trong số các nhà quản lý mới cũng như năng suất và sự nhiệt tình trong dự án giảm, dẫn đến nhiều cuộc đình công của công nhân phản đối. Sau cuộc đảo chính quân sự năm 1965, các nỗ lực kiểm soát của công nhân đã bị chính quyền phá hoại bắt đầu tập trung hóa nền kinh tế trong tay nhà nước, phủ nhận sự kiểm soát công nhân. Sau Mùa xuân đen năm 2001, mức độ kiểm soát hạn chế của công nhân đã được thực hiện ở khu vực Barbacha.

### Argentina
Năm 1973, với sự kết thúc của Cách mạng Argentina, đã có một làn sóng đình công và chiếm giữ nơi làm việc làm rung chuyển đất nước khi cuộc bầu cử đầu tiên được tổ chức, chủ yếu trong ngành công nghiệp nhà nước. 500 vụ chiếm giữ nơi làm việc đã đaxaayra ra, với 350 vụ xảy ra trong khoảng thời gian từ ngày 11 đến ngày 15 tháng 6, chủ yếu là các cơ quan truyền thông, trung tâm y tế và giao thông công cộng và chính quyền. Những vụ chiếm giữ này chủ yếu được thực hiện để ủng hộ chủ nghĩa Peron, và không đạt được bất kỳ kết quả lâu dài nào trước thềm Chiến tranh bẩn thỉu. Trong cuộc Đại khủng hoảng ở Argentina, hàng trăm nơi làm việc đã bị chiếm đóng và chạy theo các nguyên tắc kiểm soát của công nhân bởi những người thất nghiệp tức giận. Trong năm 2014, khoảng 311 trong số này vẫn còn, được điều hành như các hợp tác xã công nhân.

### Úc
Thổ dân Úc được cho là đã thực hiện các mức độ kiểm soát của công nhân trước khi tiếp xúc với người châu Âu trong hàng ngàn năm xung quanh việc canh tác, xây dựng làng mạc, thủy lợi, đập và bẫy cá. Ở Bắc Queensland từ năm 1908 đến 1920, IWW và Hiệp hội nhân viên ngành công nghiệp thịt Úc đã tổ chức một mức độ kiểm soát công nhân giữa các công nhân ngành công nghiệp thịt. Từ năm 1971 đến năm 1990, Úc chứng kiến một làn sóng kiểm soát của công nhân khổng lồ tương ứng với các cuộc đình công trên cả nước. Kể cả:
- 1971: Sự tiếp quản của công nhân Harco
- Năm 1972: Sự tiếp quản của công nhân khai thác mỏ Clutha [6]
- Năm 1972:  Sự tiếp quản của công nhân Nhà hát Opera Sydney [6]
- Năm 1972:  Sự tiếp quản của công nhân Nhà máy sản xuất găng tay Whyalla [6]
- 1974: Sự tiếp quản của công nhân Wyong Plaza [6]
- 1975: Sự tiếp quản của công nhân khai thác mỏ Nymboida [6]
- 1975: Sự tiếp quản của công nhân Coal Cliff [6]
- 1978: Sự tiếp quản của công nhân Nhà máy truyền hình Sanyo [6]
- 1979: Sự tiếp quản của công nhân Liên minh carbide [6]
- 1980: Sự tiếp quản của người lao động Sở An sinh Xã hội [6]
- 1990: Cuộc đình công của Melbourne Tramworkers [7]

### Áo
Cuộc đình công Áo-Hung năm 1918 chứng kiến khoảng từ 390.000 đến 740.000 người đình công. Hội đồng công nhân được thành lập trong các nhà máy để phối hợp phong trào.

### Bolivia
Sự kiểm soát của công nhân là thực tiễn ở một số doanh nghiệp trong nền kinh tế phi chính thức của El Alto với sự giúp đỡ của Fejuve.

### Bosnia và Herzegovina
Vào năm 2015, các công nhân đã tiếp quản một nhà máy sản xuất chất tẩy rửa đang trên bờ vực phá sản, điều hành nó như một hợp tác xã.

### Brazil
Khoảng 70 doanh nghiệp bị phá sản đã bị chiếm giữ bởi khoảng 12.000 công nhân kể từ năm 1990 như là một phần của phong trào nhà máy phục hồi, chủ yếu trong các ngành công nghiệp luyện kim, dệt may, đánh giày, thủy tinh, gốm sứ và khai thác mỏ. Điều này đã được tập trung ở miền Nam và Đông Nam Brazil.

### Canada
Năm 1981, các công nhân đã tiếp quản các cuộc trao đổi điện thoại của BC Telephones trong năm ngày để phản đối việc sa thải và gia tăng công việc bàn giấy.

### Chile
Trong nhiệm kỳ tổng thống của Salvador Allende (1970 - 1973), 31 nhà máy đã được đặt dưới sự kiểm soát của công nhân trong một hệ thống gọi là công nghiệp Cordón trước khi bị Augusto Pinochet phá hủy.

### Trung Quốc
Sự kiểm soát của công nhân đã được thực hiện tại Quảng Châu vào những năm 1920  và Khu tự trị Shinmin từ năm 1929 đến 1931.

### Tiệp Khắc
Sự kiểm soát của công nhân xảy ra trong Mùa xuân Prague, đến tháng 1 năm 1969 đã có các hội đồng trong khoảng 120 doanh nghiệp, đại diện cho hơn 800.000 nhân viên, hoặc khoảng một phần sáu số công nhân của đất nước. Họ đã bị cấm vào tháng 5 năm 1970 và sau đó đã suy yếu.

### Pháp
Năm 1871, Công xã Paris đặt 43 doanh nghiệp dưới sự kiểm soát của công nhân là một trong những thí nghiệm đầu tiên của chủ nghĩa xã hội hiện đại.

### Hy Lạp
Kể từ năm 2016, một số nhà máy bị phá sản đã bị chiếm lại và kiểm soát bởi các công nhân cũ của họ, những người đã chặn các cuộc đấu giá.

### Hungary
Cuộc đình công Áo-Hung năm 1918 chứng kiến khoảng từ 390.000 đến 740.000 người đình công. Hội đồng công nhân hình thành trong các nhà máy để phối hợp phong trào. Trong cuộc Cách mạng Hungary năm 1956, nhiều ngành công nghiệp đã nằm dưới sự kiểm soát của công nhân.

### Indonesia
Trong cuộc Cách mạng Quốc gia Indonesia, công nhân đường sắt, đồn điền và nhà máy trên khắp Java đã thực hiện quyền kiểm soát của công nhân từ năm 1945 đến năm 1946, cho đến khi bị Chính phủ theo chủ nghĩa dân tộc Indonesia mới nghiền nát. Năm 2007, hơn một ngàn công nhân ở Jakarta được truyền cảm hứng từ sự kiểm soát của công nhân ở Argentina và Venezuela đã tiếp quản một nhà máy dệt để đối phó với việc cắt giảm lương, đàn áp một công đoàn được tổ chức gần đây và nỗ lực sa thải và đe dọa các nhà tổ chức công đoàn.

### Ba Lan
Sự kiểm soát của công nhân đã được thực hiện ở Ba Lan trong cuộc Cách mạng năm 1905, khi các công nhân phản đối việc thiếu tự do chính trị và điều kiện làm việc tồi tệ. Sự kiểm soát của công nhân cũng xảy ra trong khoảng 100 ngành công nghiệp sau Thế chiến I với khoảng 500.000 người tham gia. Đáng chú ý là ở Cộng hòa Tarnobrzeg tồn tại trong thời gian ngắn. Khi Thế chiến II kết thúc, các công nhân đã tiếp quản các nhà máy bị bỏ hoang và hư hỏng và bắt đầu vận hành chúng từ năm 1944 đến 1947. Sau cuộc biểu tình Poznan 1956, sự kiểm soát của công nhân đã được áp dụng một phần trong 3.300 nơi làm việc, nhưng bản chất từ trên xuống làm người ta mất niềm tin vào nó.

### Nga và Liên Xô
Giữa các cuộc cách mạng năm 1917, một số công cụ đại diện cho công nhân đã nổi lên, được gọi là ủy ban Nhà máy. Mỗi ủy ban có mức độ đại diện khác nhau của công nhân; với một số đóng vai trò là cơ quan kiểm soát và quản lý công nhân (hoặc ít nhất là giám sát các nhà quản lý), trong khi những người khác đóng vai trò là hình thức thô sơ của công đoàn, tham gia các thỏa thuận thương lượng tập thể. Tuy nhiên, sau cuộc cách mạng tháng Mười, các ủy ban nhà máy đã nằm dưới sự kiểm soát của các công đoàn, trong khi theo xu hướng tập trung hóa liên tục trong các Xô viết.
Vào ngày 27 tháng 11 năm 1917, Hội đồng Nhân dân (SNK) đã thi hành một nghị định về kiểm soát của công nhân.
Liên Xô đã thử nghiệm sự kiểm soát của công nhân với Khu công nghiệp tự trị Kuzbass nhờ ảnh hưởng từ IWW từ 1922 đến 1926 trước khi bị chính phủ phá hủy.
Trong tháng 5 năm 1988, Dưới thời Gorbachev - cùng với những cải cách về perestroika và glasnost - Xô Viết tối cao Liên Xô thực thi Luật Hợp tác xã. Luật này cho phép và quy định việc tạo ra công nhân thuộc sở hữu và kiểm soát doanh nghiệp, đồng thời áp thuế cao và hạn chế việc làm (điều này đã ngăn cản việc tạo ra chúng).

### Tây Ban Nha
Trong phong trào ngồi xổm trong sự kiểm soát của công nhân Barcelona được thực hiện, Peter Gelderloos giải thích:
Họ chiếm giữ các tòa nhà bỏ hoang bị bỏ lại bởi các nhà đầu cơ, như một cuộc biểu tình chống lại sự hiền lành và như là hành động trực tiếp chống tư bản để cung cấp cho họ nhà ở. Dạy cho bản thân những kỹ năng cần thiết trên đường đi, họ sửa chữa nhà mới, dọn dẹp, vá mái nhà, lắp đặt cửa sổ, nhà vệ sinh, vòi hoa sen, ánh sáng, nhà bếp và bất cứ thứ gì họ cần. Họ thường dùng điện, nước và internet bất hợp pháp, và phần lớn thực phẩm của họ đến từ bãi rác, lặn, và những khu vườn ngồi xổm. Trong khi hoàn toàn không có tiền lương hoặc người quản lý, họ thực hiện rất nhiều công việc, nhưng với tốc độ và logic riêng của họ. Logic là một trong những hỗ trợ lẫn nhau. Bên cạnh việc sửa chữa nhà riêng của họ, họ cũng hướng năng lượng của họ vào việc làm việc cho các khu phố của họ và làm giàu cho cộng đồng của họ. Họ cung cấp cho nhiều nhu cầu tập thể của họ bên cạnh nhà ở. Một số trung tâm xã hội tổ chức hội thảo sửa chữa xe đạp, cho phép mọi người sửa chữa hoặc xây dựng xe đạp của riêng họ, sử dụng các bộ phận cũ. Những người khác cung cấp các hội thảo về nghề mộc, hội thảo tự vệ và yoga, hội thảo chữa bệnh tự nhiên, thư viện, vườn, bữa ăn chung, nhóm nghệ thuật và sân khấu, lớp học ngôn ngữ, phương tiện truyền thông thay thế và phản biện, chương trình ca nhạc, phim ảnh, phòng thí nghiệm máy tính nơi mọi người có thể sử dụng internet và tìm hiểu bảo mật email hoặc lưu trữ các trang web của riêng họ.

### Sri Lanka
Sự kiểm soát của công nhân đã được thực hiện trong Ban vận tải Ceylon từ năm 1958 đến 1978 với khoảng 7.000 xe buýt.

### Syria
Sự kiểm soát của công nhân đã được thực hiện ở một số thành phố và thị trấn trong cuộc Nội chiến Syria kể từ năm 2012 khi họ duy trì nông nghiệp, điều hành bệnh viện và duy trì các dịch vụ xã hội cơ bản trong tình trạng thiếu nhà nước. Sự kiểm soát của công nhân cũng được thực hiện ở Rojava, với khoảng một phần ba toàn bộ ngành công nghiệp được đặt dưới sự kiểm soát của công nhân kể từ năm 2015.

### Ukraine
Từ năm 1918 đến 1921, ở những vùng do phong trào Makhnovshchyna kiểm soát, công nhân nắm quyền kiểm soát nhà máy và trang trại. Phong trào bị Hồng quân dập tắt vào năm 1921.

### Vương quốc Anh
Sự kiểm soát của công nhân lần đầu tiên được thực hiện bởi các Thợ đào, người đã tiếp quản đất nông nghiệp bị bỏ hoang và thành lập các tập thể tự trị trong Nội chiến Anh. Trong những năm 1970, khoảng 260 sự kiểm soát của công nhân đã được chứng kiến trên khắp Vương quốc Anh , bao gồm:
- Một vụ chiếm giữ của công nhân làm việc kéo dài 18 tháng  ở Upper Clyde Shipbuilders từ năm 1971 đến năm 1972.

### Mỹ
Kiểm soát của công nhân đã được thực hiện tại Seattle vào năm 1919, khi các công nhân tổ chức giao sữa, nhà ăn, chữa cháy và giặt ủi.

### Nam Tư
Ở Nam Tư, có một mức độ kiểm soát công nghiệp hạn chế của công nhân được chuyển thành luật năm 1950. Điều này xảy ra do sự chia rẽ Tito-Stalin và nguồn cảm hứng từ Công xã Paris. Tuy nhiên, bản chất yếu kém, được thiết kế từ trên xuống của các hội đồng công nhân đã dẫn đến tham nhũng, yếm thế và thiếu hiệu quả cho đến khi chúng bị phá hủy trong Chiến tranh Nam Tư.